# Marcos Suka-Umu
Marcos Suka-Umu Martín (Madrid, 6 luglio 1985) è un cestista spagnolo.